# Salangana himalajska
Salangana himalajska (Aerodramus brevirostris) – gatunek małego ptaka z rodziny jerzykowatych (Apodidae).

## Występowanie
Salangana himalajska występuje od północnych Indii, Nepalu, Bhutanu, po środkowe Chiny i północną część Półwyspu Indochińskiego. Ptak ten zamieszkuje tereny górzyste na wysokości ok. 1200–3600 m n.p.m. Gnieździ się w wielkich koloniach w jaskiniach. Zimą zasięg występowania rozszerza się na południe po Półwysep Malajski, być może także Sumatrę i Andamany.

## Systematyka
Międzynarodowy Komitet Ornitologiczny (IOC) wyróżnia trzy podgatunki A. brevirostris:
- A. b. brevirostris (Horsfield, 1840) – salangana himalajska[4] – Himalaje, północno-wschodnie Indie, południowe Chiny i północna Mjanma[2]
- A. b. innominatus (Hume, 1873) – salangana chińska[4] – środkowe Chiny do północnego Wietnamu
- A. b. rogersi (Deignan, 1955) – salangana tajlandzka[4] – wschodnia Mjanma, północna i zachodnia Tajlandia, północny Laos i północno-zachodni Wietnam. Dawniej takson ten uznawano za osobny gatunek[3].

Dawniej niektórzy autorzy za podgatunek A. brevirostris uznawali też salanganę jawajską (A. vulcanorum), obecnie klasyfikowaną jako osobny gatunek.

## Wymiary
- Długość ciała: 14 cm,
- Rozpiętość skrzydeł: 35 cm,
- Masa ciała: 12–13 g[5].

## Ubarwienie
Upierzenie brązowe z jaśniejszym od reszty ciała kuprem.

## Pożywienie
Głównie błonkówki i muchówki chwytane w locie.

## Ciekawostki
- W ciemnościach jaskiń ptaki te posługuje się echolokacją[5].
- Budują złożone ze śliny i mchu jadalne gniazda, z których przyrządza się zupy[5].

## Status
IUCN uznaje salanganę himalajską za gatunek najmniejszej troski (LC, Least Concern). Liczebność populacji nie została oszacowana, ale ptak ten opisywany jest jako pospolity w większości swego zasięgu lęgowego. Ze względu na brak dowodów na spadki liczebności bądź istotne zagrożenia dla gatunku BirdLife International uznaje trend liczebności populacji za prawdopodobnie stabilny.